# Atlético Mineiro
Der Clube Atlético Mineiro, im deutschsprachigen Raum bekannt als Atlético Mineiro, ist ein Fußballverein in Belo Horizonte, der Hauptstadt des brasilianischen Bundesstaates Minas Gerais. 1937 wurde Atlético Mineiro der erste offizielle Fußball-Meister von Brasilien. Im Jahr 2013 gewann Atlético Mineiro die Copa Libertadores und im Jahr 2014 die Recopa Sudamericana.
Die Vereinsfarben des 1908 gegründeten Klubs sind Weiß und Schwarz. Nach dem Maskottchen wird der Verein auch oft Galo, Hahn, genannt.

## Geschichte
Der Verein wurde am 25. März 1908 von 22 Mitgliedern gegründet. Das erste offizielle Spiel fand am 21. März 1909 gegen den Sport Club Futebol, ebenfalls aus Belo Horizonte, statt und wurde mit 3:0 gewonnen.
1915 gewann Atlético die erste von bislang 42 Regionalmeisterschaften. 1937 errang der Verein den Sieg im Turnier um die Copa dos Campeões Estaduais 1936 („Pokal der Staatsmeister“, „Champions Cup“), an dem die vier Regionalmeister aus Minas Gerais, São Paulo, Espírito Santo und Rio de Janeiro, das seinerzeit noch als Bundesdistrikt firmierte, teilnahmen. Im August 2023 erkannte der CBF das Turnier als erste brasilianische Meisterschaft an.
Atlético ist der einzige Klub, der die von 1992 bis 1999 ausgetragene Copa Conmebol zweimal (1992 und 1997) gewinnen konnte.
| Copa dos Campeões Estaduais 1936 | Copa dos Campeões Estaduais 1936 | Copa dos Campeões Estaduais 1936 |
| Ort                              | Datum                            | Ergebnis                         |
| -------------------------------- | -------------------------------- | -------------------------------- |
| Rio de Janeiro                   | 13. Januar                       | Fluminense FC – Atlético 6:0     |
| Vitória                          | 17. Januar                       | Rio Branco AC – Atlético 1:1     |
| Belo Horizonte                   | 24. Januar                       | Atlético – Portuguesa 5:0        |
| Belo Horizonte                   | 31. Januar                       | Atlético – Fluminense FC 4:1     |
| Belo Horizonte                   | 3. Februar                       | Atlético – Rio Branco AC 5:1     |
| São Paulo                        | 14. Februar                      | Portuguesa – Atlético 2:3        |

| Torschützen | Torschützen |
| Spieler     | Tore        |
| ----------- | ----------- |
| Paulista    | 8           |
| Guará       | 3           |
| Nicola      | 3           |
| Alfredo     | 2           |
| Bazzoni     | 1           |

Im November und Dezember 1950 unternahm Atlético eine Tour durch Europa. Gegen einige der damals spielstärksten europäischen Vereine, wie z. B. SK Rapid Wien, RSC Anderlecht, FC Schalke 04 oder Hamburger SV, konnte der Klub fünf Siege und drei Unentschieden erreichen, und musste lediglich zwei Niederlagen hinnehmen. Durch diese erfolgreiche Tour bei für die Brasilianer ungewohnten tiefen Temperaturen erhielt die Mannschaft den Spitznamen Campeões do Gelo, die Eismeister. Mit dem Spiel in Gelsenkirchen verabschiedeten sich übrigens die Schalke Legenden Ernst Kuzorra und Fritz Szepan vom aktiven Fußball. Auch in späteren Jahren spielte Atlético häufig in Europa und gewann dabei zahlreiche Turniere.
| Europa-Tournee 1950 | Europa-Tournee 1950 | Europa-Tournee 1950                   |
| Ort                 | Datum               | Ergebnis                              |
| ------------------- | ------------------- | ------------------------------------- |
| München             | 1. November         | TSV 1860 München – Atlético 3:4       |
| Hamburg             | 4. November         | Hamburger SV – Atlético 0:4           |
| Bremen              | 5. November         | Werder Bremen – Atlético 3:1          |
| Gelsenkirchen       | 12. November        | FC Schalke 04 – Atlético 1:3          |
| Wien                | 16. November        | SK Rapid Wien – Atlético 3:0          |
| Saarbrücken         | 20. November        | 1. FC Saarbrücken – Atlético 0:2      |
| Brüssel             | 22. November        | RSC Anderlecht – Atlético 1:2         |
| Braunschweig        | 26. November        | Eintracht Braunschweig – Atlético 3:3 |
| Luxemburg           | 5. Dezember         | Luxemburg – Atlético 3:3              |
| Paris               | 7. Dezember         | Stade Français – Atlético 1:2         |

| Torschützen | Torschützen |
| Spieler     | Tore        |
| ----------- | ----------- |
| Lucas       | 6           |
| Nívio       | 6           |
| Vaguinho    | 6           |
| Alvinho     | 3           |
| Lauro       | 2           |
| Murilinho   | 1           |

Den größten nationalen Erfolg erreichte Atlético 1971, als man in der Erstausspielung der offiziellen brasilianischen Meisterschaft den Titel gewann. Trainer war Telê Santana, der zwischen 1970 und 1976 sowie zwischen 1987 und 1988 insgesamt 434 Mal auf der Bank von Atlético saß und damit Rekordhalter ist. Im Jahr 1978 gewann er die brasilianische Liga-Meister.
| Champions Cup (CBD) 1978 | Champions Cup (CBD) 1978 | Champions Cup (CBD) 1978                          |
| Ort                      | Datum                    | Ergebnis                                          |
| ------------------------ | ------------------------ | ------------------------------------------------- |
| Belo Horizonte           | 15. August               | Atlético – CR Vasco da Gama 2:1                   |
| Rio de Janeiro           | 20. August               | CR Vasco da Gama – Atlético 1:1                   |
| Belo Horizonte           | 24. August               | Atlético – FC São Paulo 0:0 Elfmeterschießen: 4:2 |

| Torschützen | Torschützen |
| Spieler     | Tore        |
| ----------- | ----------- |
| Danival     | 1           |
| Ziza        | 1           |

Auch bei der Erstausspielung der Copa Conmebol 1992, einem am UEFA-Cup angelehnten Wettbewerb, war Atlético erfolgreich. Nach einem 2:0-Heimerfolg gegen Olimpia aus Asunción stand eine 0:1-Niederlage im Rückspiel in Paraguay dem ersten internationalen Erfolg nicht im Weg. Bei der zweiten Finalteilnahme 1995 reichte selbst ein 4:0-Heimsieg gegen Rosario Central nicht aus. Nach 120 Minuten im Rückspiel stand es 0:4 und im Elfmeterschießen behielten die Argentinier mit 4:3 die Oberhand. 1997 drang Atlético ein drittes Mal ins Finale der Conmebol vor. Bereits im Hinspiel beim Bonarenser Vorortklub CA Lanús machten die Brasilianer mit 4:1 alles klar und im Mineirão reichte ein 1:1. Valdir wurde zudem mit sieben Toren Rekordschütze des Turnieres. Mit zwei Erfolgen in diesem zwischen 1992 und 1999 ausgetragenen Wettbewerb ist der Klub Rekordhalter.
Mit einem zweiten Platz in der brasilianischen Meisterschaft 2012 qualifizierte sich Atlético Mineiro für die Copa Libertadores 2013. Im Juli 2013 gewann der Verein diesen höchsten südamerikanischen Vereinswettbewerb durch einen Sieg im Elfmeterschießen im Rückspiel gegen Club Olimpia aus der paraguayischen Hauptstadt Asunción. Damit qualifizierte sich die Mannschaft für die Klub-Weltmeisterschaft im Dezember 2013 in Marokko. Dort verlor man gleich im Halbfinale mit 1:3 gegen den marokkanischen Klub Raja Casablanca, wonach Trainer Cuca zurücktrat.
50 Jahre nach seinem ersten Erfolg in der nationalen Meisterschaft, konnte Atlético in der Série A 2021 den Titel zum zweiten Mal gewinnen und krönte den Erfolg in der Saison noch mit dem Gewinn des Copa do Brasil 2021. Auch in diesem Wettbewerb war es der zweite Titelgewinn.

## Präsidenten des Clube Atlético Mineiro
| Präsidenten von 1908–1951            | Amtszeit  |
| ------------------------------------ | --------- |
| Margival Mendes Leal                 | 1908–1910 |
| Aleixanor Alves Pereira              | 1911–1911 |
| Jair Pinto dos Reis                  | 1912–1913 |
| João Luis Morethzon                  | 1914–1914 |
| Roberto Xavier Azevedo               | 1915–1916 |
| Nilo Rosemburg                       | 1917–1918 |
| Antônio Antunes                      | 1919–1919 |
| Alvaro Felicíssimo                   | 1919–1920 |
| Alfredo Felicíssimo de Paula Furtado | 1921–1922 |
| Roberto Xavier de Azevedo            | 1923–1923 |
| Alfredo Furtado                      | 1924–1925 |
| Leandro Castilho de Moura Costa      | 1926–1930 |
| Anibal Matos                         | 1931–1931 |
| Afonso Ferreira Paulino              | 1932–1932 |
| Tomás Naves                          | 1933–1938 |
| Casildo Quintino dos Santos          | 1939–1939 |
| Sálvio Noronha                       | 1940–1940 |
| Hélio Soares de Moura                | 1940–1941 |
| Olímpyo Mourão de Miranda            | 1941–1942 |
| Alberto Pinheiro                     | 1943–1944 |
| Edward Nogueira                      | 1945–1945 |
| Gregoriano Canedo                    | 1946–1946 |
| Geraldo Vasconcelos                  | 1948–1948 |
| Osvaldo Silva                        | 1949–1949 |
| José Cabral                          | 1950–1951 |

| Präsidenten von 1952–heute          | Amtszeit  |
| ----------------------------------- | --------- |
| José Francisco de Paula Júnior      | 1952–1953 |
| Mário de Andrade Gomes              | 1954–1955 |
| José Francisco de Paula Júnior      | 1956–1957 |
| Nelson Campos                       | 1958–1959 |
| Antônio Álvares da Silva            | 1960–1960 |
| Edgard Neves                        | 1961–1961 |
| Fábio Fonseca e Silva               | 1962–1963 |
| José Ramos Filho                    | 1964–1964 |
| Lauro Pires de Carvalho             | 1964–1964 |
| Eduardo Catão Magalhães Pinto       | 1965–1967 |
| Fábio Fonseca e Silva               | 1967–1967 |
| Carlos Alberto de Vasconcelos Naves | 1968–1969 |
| Nelson Campos                       | 1970–1973 |
| Rubens Silveira                     | 1973–1973 |
| Nelson Campos                       | 1974–1975 |
| Walmir Pereira da Silva             | 1976–1979 |
| Elias Kalil                         | 1980–1985 |
| Marum Patrus de Souza               | 1986–1986 |
| Nelson Campos                       | 1987–1988 |
| Afonso Araújo Paulino               | 1989–1994 |
| Paulo Cury                          | 1995–1998 |
| Nélio Brant                         | 1999–2001 |
| Ricardo Guimarães                   | 2001–2006 |
| Ziza Valadares                      | 2007–2008 |
| Alexandre Kalil                     | 2008–2014 |

## Stadien

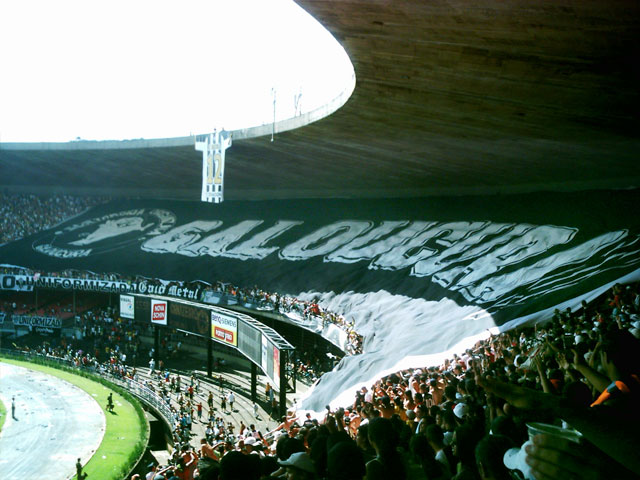
„Galo“-Fans im Mineirão von Belo Horizonte

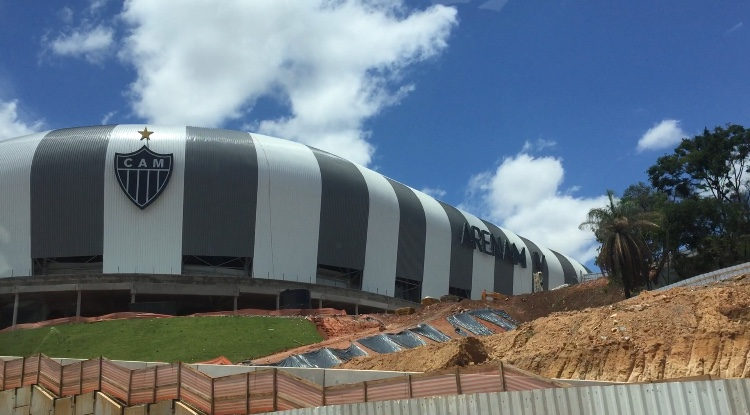
Die Baustelle der Arena MRV im Dezember 2022

Der Verein trägt seine Heimspiele im üblicherweise nur Mineirão genannten Estádio Governador Magalhães Pinto aus, mit einer Kapazität von 62.160 Zuschauern größtes Stadion des Bundesstaates Minas Gerais. Es wurde von den Architekten Eduardo Mendes Guimarães Júnior und Caspar Garreto geplant und am 5. September 1965 eröffnet. Die ursprüngliche Kapazität betrug 130.000 Zuschauer. Vom Baubeginn 1963 bis zur Eröffnung 1965 waren etwa 5000 Personen an der Errichtung des Stadions beteiligt. Von 1929 bis 1950 war das Estádio Presidente Antônio Carlos mit etwa 5000 Zuschauerplätzen die Heimat des Clubs. Heute steht dort das Einkaufszentrum Diamond Mall, dass Atlético 2020 für den Stadionneubau verkaufte.
Das Mineirão befindet sich im Stadtteil Pampulhas im Norden von Belo Horizonte und wird auch von Cruzeiro Belo Horizonte und América Mineiro genutzt. Die Spielstätte war bis 2011 auch 20 Mal Spielstätte der brasilianischen Fußballnationalmannschaft.
Atléticos Rekordbesuch im Stadion waren 123.351 Zuschauer, die am 4. Mai 1969 bei einem Spiel um die Staatsmeisterschaft von Minas Gerais einer 0:1-Niederlage gegen den Erzrivalen Cruzeiro beiwohnten. Insgesamt spielte Atlético Mineiro in diesem Stadion elf Mal vor Kulissen von mehr als 100.000 Zuschauern.
Das Mineirão wurde für die Fußball-Weltmeisterschaft 2014 modernisiert. Atlético Mineiro zog in das Estádio Independência um, in dem der Club von 1950 bis 1965 spielte. Dies wurde von 2010 bis 2012 saniert und fasst gegenwärtig 23.018 Zuschauer.
Im April 2023 wurde die vereinseigene Arena MRV mit 47.465 Plätzen eröffnet.

### Zuschauerrekorde von Atlético Mineiro im Mineirão
- 04. Mai 1969 – SM – 123.351 – 0:1 gegen EC Cruzeiro
- 09. Okt. 1977 – SM – 122.534 – 1:3 gegen EC Cruzeiro
- 13. Feb. 1980 – FR – 115.142 – 2:1 gegen CR Flamengo
- 15. Mai 1983 – SM – 113.479 – 0:0 gegen Santos FC
- 08. Nov. 1981 – SM – 112.919 – 1:1 gegen EC Cruzeiro
- 02. Juni 1968 – SM – 110.432 – 1:2 gegen EC Cruzeiro
- 15. Dez. 1974 – SM – 109.363 – 1:2 gegen EC Cruzeiro
- 05. Dez. 1982 – SM – 108.935 – 2:1 gegen EC Cruzeiro
- 04. Feb. 1987 – BM – 107.497 – 1:0 gegen CR Flamengo
- 05. Mär. 1977 – BM – 102.974 – 0-0 gegen FC São Paulo
- 21. Nov. 1976 – BM – 102.531 – 0:0 gegen Fluminense FC

## Erfolge/Titel

### Internationale Titel
| Copa Libertadores   |
| ------------------- |
| 2013                |
| Copa Conmebol       |
| 1992 \| 1997        |
| Recopa Sudamericana |
| 2014                |

### Nationale Titel
| Brasilianischer Pokal                  | Brasilianischer Pokal |
| -------------------------------------- | --------------------- |
| 2014, 2021                             |                       |
| Brasilianische Meisterschaft (Série A) |                       |
| 1971, 2021                             |                       |
| Supercopa do Brasil                    |                       |
| 2022                                   |                       |
| Brasilianische Meisterschaft (Série B) |                       |
| 2006                                   |                       |
| Copa dos Campeões da Copa Brasil       |                       |
| 1978                                   |                       |
| Copa dos Campeões Estaduais            |                       |
| 1937                                   |                       |

### Staatliche Titel
| 1915 | 1926 | 1927 | 1931 | 1932 | 1936 | 1938 | 1939 | 1941 | 1942 |
| 1946 | 1947 | 1949 | 1950 | 1952 | 1953 | 1954 | 1955 | 1956 | 1958 |
| 1962 | 1963 | 1970 | 1976 | 1978 | 1979 | 1980 | 1981 | 1982 | 1983 |
| 1985 | 1986 | 1988 | 1989 | 1991 | 1995 | 1999 | 2000 | 2007 | 2010 |
| 2012 | 2013 | 2015 | 2017 | 2020 | 2021 | 2022 | 2023 | 2024 | 2025 |

| 1976 \| 1979 \| 1986 \| 1987                         |
| Belo Horizonte-Cup                                   |
| 1971 \| 1972                                         |
| Turnier-Start                                        |
| 1931 \| 1932 \| 1939 \| 1947 \| 1949 \| 1950 \| 1954 |
| TORNEIO DOS GRANDES                                  |
| 1974                                                 |
| Turnier Incentives (FMF)                             |
| 1993                                                 |
| Cup Belo Horizonte                                   |
| 1959                                                 |
| Bueno Brandão-Cup                                    |
| 1914                                                 |

## Kader 2024
Stand: 8. Juli 2024
| Nr. |             | Position | Name              |
| --- | ----------- | -------- | ----------------- |
| 1   | Brasilien   | TW       | Gabriel Delfim    |
| 3   | Brasilien   | AB       | Bruno Fuchs       |
| 3   | Brasilien   | AB       | Mauricio Lemos    |
| 5   | Brasilien   | MF       | Otávio            |
| 6   | Brasilien   | MF       | Gustavo Scarpa    |
| 7   | Brasilien   | ST       | Hulk              |
| 10  | Brasilien   | ST       | Paulinho          |
| 11  | Chile       | ST       | Eduardo Vargas    |
| 13  | Brasilien   | AB       | Guilherme Arana   |
| 14  | Brasilien   | ST       | Alan Kardec       |
| 15  | Argentinien | MF       | Matías Zaracho    |
| 16  | Brasilien   | AB       | Igor Rabello      |
| 17  | Brasilien   | MF       | Igor Gomes        |
| 20  | Brasilien   | MF       | Bernard           |
| 21  | Argentinien | MF       | Rodrigo Battaglia |

| Nr. |             | Position | Name                           |
| --- | ----------- | -------- | ------------------------------ |
| 22  | Brasilien   | TW       | Everson                        |
| 23  | Ecuador     | MF       | Alan Franco                    |
| 25  | Brasilien   | AB       | Mariano                        |
| 26  | Argentinien | AB       | Renzo Saravia                  |
| 27  | Brasilien   | MF       | Paulo Vitor                    |
| 30  | Kolumbien   | ST       | Brahian Palacios               |
| 31  | Brasilien   | TW       | Matheus Mendes                 |
| 32  | Brasilien   | TW       | Gabriel Átila                  |
| 33  | Brasilien   | MF       | Robert Santos                  |
| 41  | Brasilien   | ST       | Isaac Aguiar Tomich            |
| 42  | Brasilien   | ST       | Cadu                           |
| 44  | Brasilien   | AB       | Rubens                         |
| 45  | Brasilien   | MF       | Alisson                        |
| 47  | Brasilien   | AB       | Rômulo Helberte Pereira Júnior |
| 50  | Brasilien   | AB       | Vitor Gabriel                  |

## Bekannte ehemalige Spieler
| - Caçapa - Toninho Cerezo - Julio César Cáceres - Cicinho - Dadá Maravilha - Nelinho | - Walter Olivera - Afonso Alves - Dedê - Éder Aleixo - Paulo Isidoro - Lincoln | - Ladislao Mazurkiewicz - Reinaldo - Ronaldinho - Cláudio Taffarel - Mancini - Lima |

## Trainer
- Floriano Peixoto Corrêa (1933–1937), Staatsmeisterschaft 1936, Pokal der Staatsmeister 1936.
- Ricardo Diéz (1950, 1951, 1955, 1956, 1958, 1959), Staatsmeisterschaft 1949, 1954[18]
- Dorival Knippel (1952–1953, 1960, 1968–1969), Staatsmeisterschaft 1952.
- Ondino Viera (1954–1955)
- João Lacerda Filho „Barbatana“ (1966, 1970, 1971, 1972, 1976, 1977, 1978, 1982, 1991), Staatsmeisterschaft 1976.
- Telê Santana (1970–1976, 1987–1988), Staatsmeisterschaft 1970, Brasilianische Meisterschaft 1971.
- Procópio Cardoso (1978–1981, 1984–1985, 1992, 1995–1996, 2003, 2004–2005), Copa Conmebol 1992, Staatsmeisterschaft 1978, 1979, 1980.
- Levir Culpi (1994, 1995, 2001, 2002, 2006, 2007), Staatsmeisterschaft 1995, 2007, Aufstieg zur Série A 2006.
- Emerson Leão (1997–1998, 2007, 2009)
- Carlos Alberto Parreira (2000–2001)
- Eugênio Machado Souto „Geninho“ (2002–2003)
- Zetti (2007)
- Paulo Autuori (2014)

## Frauenfußball
Die Fußballabteilung für Frauen wurde erstmals 1983 eröffnet und befindet sich seit 2019 im Wiederaufbau.